# BRM P83
BRM P83 är en formel 1-bil, tillverkad av den brittiska formelbilstillverkaren British Racing Motors mellan 1966 och 1967.

## Bakgrund
BRM hade lyckats väl inom F1 under 1,5-litersformeln mellan 1961 och 1965. Höjdpunkten kom med förar- och konstruktörstitlarna 1962. En framgångsfaktor var den egenkonstruerade V8-motorn. När CSI fördubblade motorstorleken till 1966 utnyttjade chefskonstruktören Tony Rudd erfarenheterna från den mindre motorn så långt som möjligt.

## Utveckling
BRM:s trelitersmotor kan förenklat beskrivas som två platta V8-motorer ovanpå varandra. Vinkeln mellan cylinderraderna hade ökats till 180° och de två vevaxlarna hade kopplats samman via en växel till en H-motor. Resultatet blev en komplicerad och tung motor som dessutom led av svårlösta problem med vibrationer. Motorn var tillräckligt robust för att bära upp den sexväxlade växellådan och bakre hjulupphängningen. Motorn fästes mot sittbrunnen via en hjälpram utformad som fyra bakåtsträckta armar. Utvecklingen drog ut på tiden och bilen debuterade först sent på säsongen 1966. BRM försökte hitta lösningar på vibrationsproblemen och den höga vikten, men lyckades aldrig få ordning på tillförlitligheten.
Under 1967 tog BRM fram en lättviktsversion kallad P115. Man arbetade även med en starkare H16-motor med fyrventilstoppar, men den fick stå tillbaka för en efterträdare med en ny V12-motor.
BRM sålde även H16-motorn till Lotus som använde den i 43-modellen under 1966.

## Tekniska data

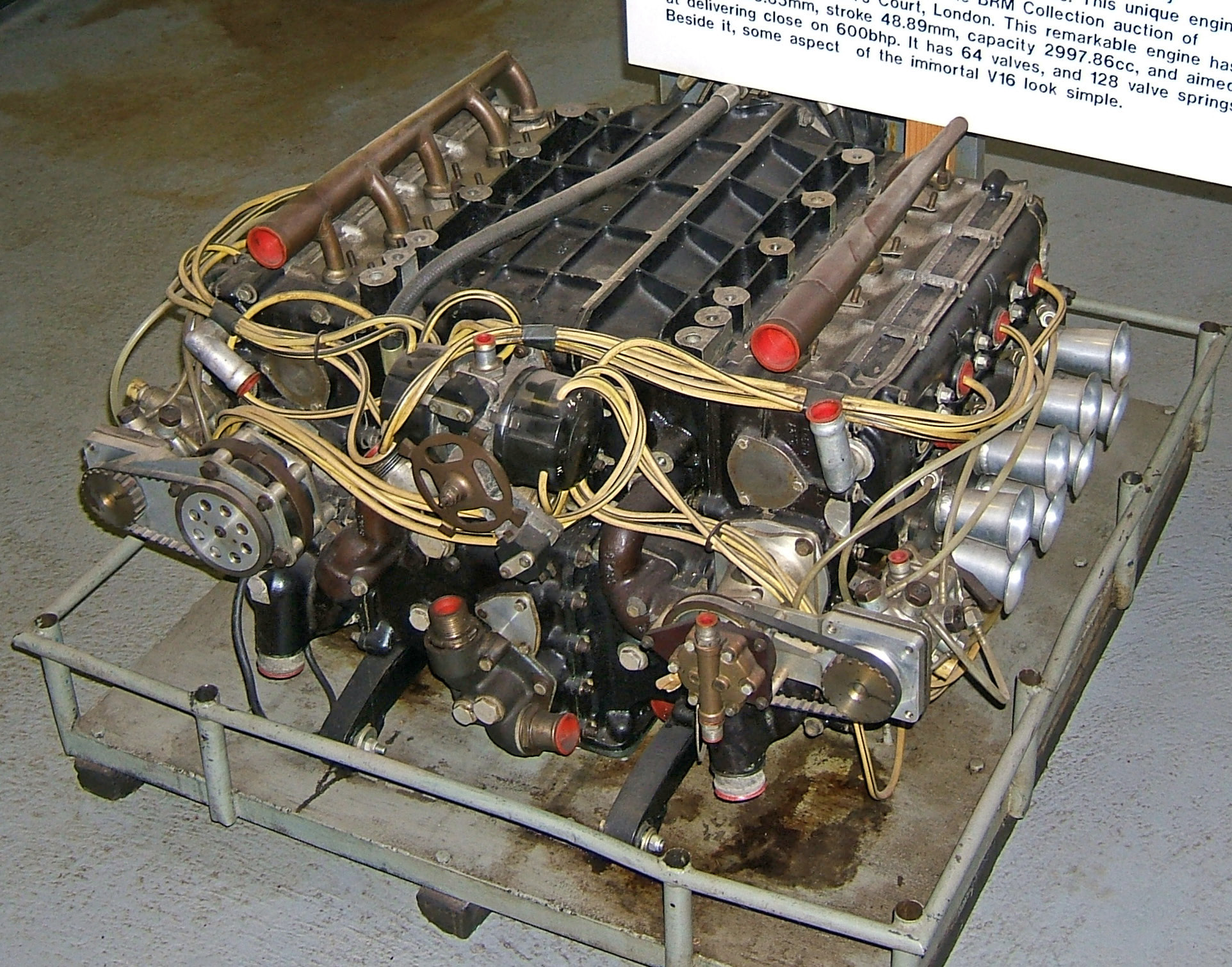
BRM:s H16-motor.

| Tekniska data           | BRM P83                                                               |
| ----------------------- | --------------------------------------------------------------------- |
| Motor:                  | Mittmonterad 16-cylindrig H-motor                                     |
| Cylindervolym:          | 2996 cm³                                                              |
| Borrning x slaglängd:   | 69,9 x 48,9 mm                                                        |
| Max effekt vid varvtal: | 400 hk vid 10 000 v/min                                               |
| Ventilstyrning:         | Dubbla överliggande kamaxlar per cylinderrad, 2 ventiler per cylinder |
| Bränslesystem:          | Lucas bränsleinsprutning                                              |
| Växellåda:              | 6-växlad manuell                                                      |
| Hjulupphängning fram:   | Undre triangellänkar, övre tvärlänkar, skruvfjädrar                   |
| Hjulupphängning bak:    | Dubbla triangellänkar, dubbla längslänkar, skruvfjädrar               |
| Bromsar:                | Skivbromsar                                                           |
| Chassi & kaross:        | Självbärande aluminiummonocoque                                       |
| Hjulbas:                | 244 cm                                                                |
| Vikt:                   | 670 kg                                                                |

## Tävlingsresultat

### Formel 1-VM 1966
Bilen debuterade vid Italiens Grand Prix 1966 och deltog bara i tre tävlingar under säsongen. Stallets förare Graham Hill och Jackie Stewart bröt alla tre loppen. Jim Clark tog enda segern för BRM:s H16-motor, i USA:s Grand Prix med en Lotus 43.

### Formel 1-VM 1967
Problemen med tillförlitligheten fortsatte under 1967. Bästa resultatet blev en andraplats i Belgiens Grand Prix för Jackie Stewart. Stewart slutade nia och Mike Spence tia i förarmästerskapet och BRM blev sexa i konstruktörsmästerskapet.